# 1941년 1월 24일 메칠리 사건
1941년 1월 24일 메칠리 사건은 제2차 세계 대전의 서부 사막 전역에서 일어난 전투이다.